# Brian Helgeland
Brian Helgeland (Providence, 17 januari 1961) is een Amerikaans scenarioschrijver en filmregisseur. Als schrijver heeft hij een grote reeks blockbustersuccessen achter zijn naam staan: L.A. Confidential (1997), The Bourne Supremacy (2004) en Robin Hood (2010).

## Biografie

### Jeugdjaren
Brian Helgeland is geboren in Providence (Rhode Island). Hij is de zoon van Noorse ouders. Zijn achternaam is ook Noors en is vernoemd naar een gebied in Noord-Noorwegen. Hij is afgestudeerd aan de Loyola Marymount University in Los Angeles en heeft ook gestudeerd aan de Universiteit van Massachusetts Dartmouth.

### Carrière
In 1998 werd Helgeland de eerste persoon die zowel een Oscar won voor Beste script (L.A. Confidential) en een Razzie (The Postman) voor slechtste script in hetzelfde jaar. 
Helgeland schreef en regisseerde de films A Knight's Tale (2001) en The Order (2003). Hij heeft twee keer met Clint Eastwood samengewerkt; in 2002 met Blood Work en in 2003 met Mystic River. Helgeland kreeg ook een Oscar-nominatie voor Beste Script voor Mystic River. 
In 2004 schreef Helgeland mee als co-scriptschrijver aan de film The Bourne Supremacy, maar dit is not gecrediteerd. In 2008 werkte Helgeland nogmaals samen met Paul Greengrass met de film Green Zone.
In 2009 heeft regisseur Richard Donner bekendgemaakt dat er een toekomstige samenwerking zal zijn met schrijver Helgeland en acteur Mel Gibson op een nog niet genoemd project.

## Filmografie
| Jaar | Titel                                         | Regisseur | Scenarist |
| ---- | --------------------------------------------- | --------- | --------- |
| 1988 | A Nightmare on Elm Street 4: The Dream Master |           |           |
| 1988 | 976-EVIL                                      |           |           |
| 1991 | Highway to Hell                               |           |           |
| 1991 | 976-Evil II                                   |           |           |
| 1995 | Assassins                                     |           |           |
| 1997 | L.A. Confidential                             |           |           |
| 1997 | Conspiracy Theory                             |           |           |
| 1997 | The Postman                                   |           |           |
| 1999 | Payback                                       |           |           |
| 2001 | A Knight's Tale                               |           |           |
| 2002 | Blood Work                                    |           |           |
| 2003 | Mystic River                                  |           |           |
| 2003 | The Order                                     |           |           |
| 2004 | Man on Fire                                   |           |           |
| 2006 | Payback: Straight Up                          |           |           |
| 2009 | The Taking of Pelham 123                      |           |           |
| 2009 | Cirque du Freak: The Vampire's Assistant      |           |           |
| 2010 | Green Zone                                    |           |           |
| 2010 | Robin Hood                                    |           |           |
| 2013 | 42                                            |           |           |
| 2015 | Legend                                        |           |           |
| 2020 | Spenser Confidential                          |           |           |

## Prijzen en nominaties
| Titel                           | Categorie               | Uitslag        |
| Academy Awards                  | Academy Awards          | Academy Awards |
| ------------------------------- | ----------------------- | -------------- |
| L.A. Confidential (1997)        | Beste bewerkte scenario | Gewonnen       |
| Mystic River (2003)             | Beste bewerkte scenario | Genomineerd    |
| BAFTA Awards                    |                         |                |
| L.A. Confidential (1997)        | Beste bewerkte scenario | Genomineerd    |
| Mystic River (2003)             | Beste bewerkte scenario | Genomineerd    |
| Golden Globes                   |                         |                |
| L.A. Confidential (1997)        | Beste scenario          | Genomineerd    |
| Mystic River (2003)             | Beste scenario          | Genomineerd    |
| Writers Guild of America Awards |                         |                |
| L.A. Confidential (1997)        | Beste bewerkte scenario | Gewonnen       |
| Mystic River (2003)             | Beste bewerkte scenario | Genomineerd    |